# Барон Альдебург
Барон Альдебург (англ. Baron Aldeburgh) — английский аристократический титул, созданный 8 января 1371 года для Уильяма Альдебурга. Этот рыцарь сосредоточил в своих руках значительные владения в северных графствах благодаря отцовскому наследству и удачному браку с наследницей Лайлов из Ружемонта. Сын Уильяма, тоже Уильям, 2-й барон Альдебург, 30 августа 1391 года умер бездетным, так что титул больше не использовался.
Носители титула
- Уильям Альдебург, 1-й барон Альдебург (умер в 1387);
- Уильям Альдебург, 2-й барон Альдебург (до 1358—1391).